# Leiomioma dell'utero
I leiomiomi dell'utero, più comunemente fibromi dell'utero o fibromiomi dell'utero, sono le neoplasie benigne più frequenti nelle donne in età fertile.
Più fibromi possono colpire la stessa paziente (fibromatosi o leiomiomatosi uterina) e le loro dimensioni possono variare considerevolmente (da pochi centimetri fino a formazioni singole o multiple occupanti gran parte dell'addome).

## Caratteristiche
Sono neoplasie benigne composte da cellule che originano dal tessuto muscolare liscio che compone il miometrio e da una quota variabile di tessuto connettivo e matrice collagene. Appaiono come formazioni solide, biancastre, sferiche o poli-lobulate; possono localizzarsi all'interno dell'utero (cavità endometriale), nello spessore della sua parete muscolare (miometrio) o crescere verso l'esterno (perimetrio e spazi pelvici).
Benché spesso asintomatici, i leiomiomi dell'utero sono talora responsabili di sanguinamento uterino atipico, algie pelviche, disturbi urinari, infertilità e aborto ricorrente.

## Epidemiologia
L'epidemiologia dei leiomiomi uterini è estremamente variabile nella letteratura medica, con stime che vanno dal 20% fino all'80%; tale variabilità è essenzialmente dovuta alle differenti modalità di presentazione sintomatologica di questa patologia. La diagnosi di leiomioma uterino può infatti essere del tutto incidentale (esecuzione di ecografia transvaginale di controllo) o addirittura posta su un utero chirurgicamente rimosso per altre patologie. Per questi motivi, la vera incidenza di questa malattia rimane sconosciuta; è tuttavia noto come questa malattia colpisca con maggiore prevalenza donne in età fertile, donne con familiarità per leiomiomatosi, donne obese, donne di colore e nullipare.

## Eziologia
Molti studi hanno messo in mostra come i leiomiomi dell'utero siano neoplasie benigne (in precedenza si sosteneva potessero essere forme localizzate di iperplasia) caratterizzate da complesse ed eterogenee anomalie cromosomiche, identificando 6 gruppi principali di corredi anomali:
- Traslocazione tra i cromosomi 12 e 14
- Riarrangiamento del braccio corto del cromosoma 6
- Riarrangiamento del braccio lungo del cromosoma 10
- Trisomia cromosoma 12
- Delezioni cromosoma 3
- Delezioni cromosoma 7

Ciononostante, non è ancora ben chiaro quali siano i meccanismi in grado di scatenare l'insorgenza del clone neoplastico, rimanendo tuttavia acclarato come i disordini del "clima" ormonale femminile (fluttuazioni anomale di estrogeni, androgeni e progesterone) siano alla base dello sviluppo (patogenesi) e del mantenimento dei leiomiomi uterini.

## Patogenesi
Lo sviluppo dei leiomiomi è correlato alla secrezione ormonale ovarica; dopo la menopausa, infatti, si verifica una drastica caduta dei livelli degli estrogeni, con regressione spontanea della massa e della sintomatologia correlata.

## Segni e sintomi
Generalmente asintomatico, quando sono presenti manifestazioni cliniche queste comprendono: dolore, meno-metrorragia, disuria, stranguria, stipsi. Può condurre a sterilità.

## Terapie
Non esistono cure mediche efficaci. L'utilizzo di sostanze quali i GnRh analoghi, che inducono una menopausa artificiale temporanea, non è efficace né consigliabile se non nell'ottica di una preparazione all'intervento chirurgico in casi di anemia grave.
Il loro trattamento è necessario in caso di crescita o di disturbi come dolore pelvico, senso gravativo addominale o compressione su organi vicini soprattutto la vescica e l'intestino (la paziente in tali casi riferisce crampi addominali, ripetuti stimoli a urinare (pollachiuria) soprattutto di notte, stitichezza o mal di schiena. Il trattamento dei fibromi è anche necessario in caso di rapido accrescimento, sanguinamenti anomali come perdite emorragiche (metrorragia) o mestruazioni abbondanti (menorragia) o infine, se si rendono responsabili di ripetuti aborti.
L'intervento di asportazione dei fibromi (miomectomia) può avvenire mediante il tradizionale intervento in laparotomia (apertura dell'addome), mediante laparoscopia (utilizzo di sonde endospiche attraverso incisioni cutanee ridotte) o, in casi di fibromi che si sviluppano all'interno della cavità uterina (fibromi sottomucosi), con tecnica isteroscopica attraverso la vagina e il collo uterino.
Anziché essere asportato il fibroma può venire ridotto di dimensioni fino alla cicatrizzazione completa attraverso l'embolizzazione dei vasi che lo irrorano. Viene impiegato un catetere fatto progredire dall'arteria femorale, situata all'inguine, sino ai vasi tumorali sotto guida radiologica (quindi un approccio molto simile a quello della coronarografia). Una volta raggiunte le arterie tumorali da trattare vengono iniettate delle microsfere (embosfere) che le chiudono. Nel tempo (occorrono dai 6 ai 12 mesi a seconda delle dimensioni del fibroma) si assiste alla necrosi coagulativa della massa e alla sua successiva sostituzione con tessuto cicatriziale che ingloba anche le microsfere.

### Ginecologia
- Gian Carlo Di Renzo, Trattato di ginecologia e ostetricia, Roma, Verduci Editore, 2009, ISBN 978-88-7620-812-6.
- Giuseppe Pescetto, Luigi De Cecco, Domenico Pecorari, Nicola Ragni, Ginecologia e ostetricia, Roma, Società editrice universo, 2004, ISBN 88-87753-49-0.
- Livio Zanolo, Barcellona Eliana, Zacchè Gabrio, Ginecologia e ostetricia, Milano, Elsevier Masson, 2007, ISBN 978-88-214-2730-5.

### Anatomia patologica
- Robbins, Stanley L, Kumar V, Abbas AK, Fausto N, Aster JC, Robbins e Cotran - Le basi patologiche delle malattie, 8ª ed., Milano, Elsevier, 2010, ISBN 978-88-214-3175-3.

### Farmacologia
- Brunton,  Lazo, Parker, Goodman & Gilman - Le basi farmacologiche della terapia 12/ed, Zanichelli, 2012, ISBN 978-88-08-26130-4.
- Bertram G. Katzung, Farmacologia generale e clinica, Padova, Piccin, 2006, ISBN 88-299-1804-0.